# Parafia św. Anny w Radzyniu Chełmińskim
Parafia św. Anny w Radzyniu Chełmińskim – parafia rzymskokatolicka w diecezji toruńskiej, w dekanacie radzyńskim, z siedzibą w Radzyniu Chełmińskim.

## Zasięg parafii
Do parafii należą wierni z miejscowości: Czeczewo, Fijewo, Gawłowice, Gołębiewo, Gziki, Janowo, Jarantowice, Kitnowo, Kneblowo, Mazanki, Nowy Dwór, Plemięta, Prochy, Rożental, Radzyń-Wybudowanie, Radzyń-Wieś, Szumiłowo, Wiktorowo, Wymysłowo, Zakrzewo, Zielonowo, oraz wierni z Radzynia Chełmskiego (ulice: Dąbrowskich, Fijewo, Kazimierza Jagiellończyka, Gumowskiego, Kętrzyńskiego, ks. Mańkowskiego, Nowickiego, pl. Towarzystwa Jaszczurczego, Piłsudskiego, Podgrodzie, Rybaki, Sady, Tysiąclecia, Waryńskiego, Zielona Góra.